# 열매

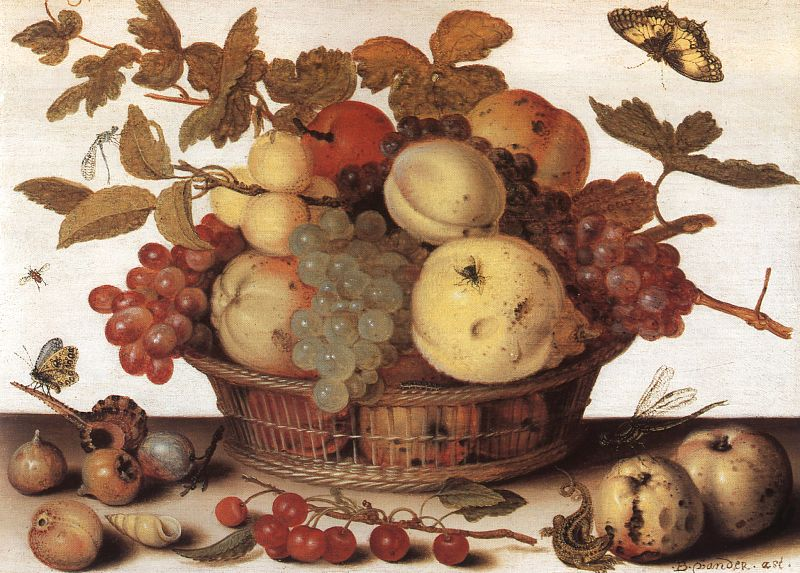

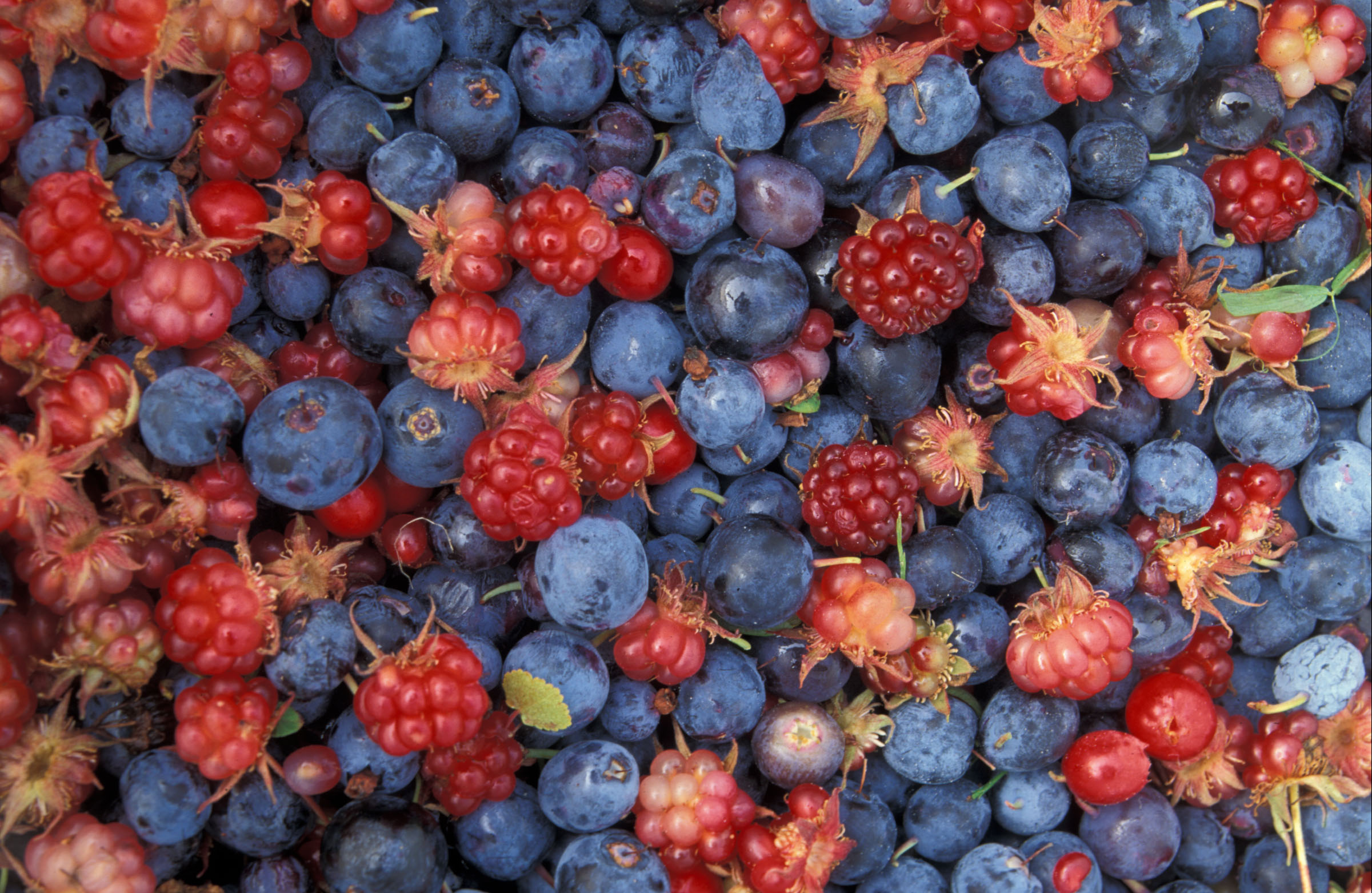

열매는 식물의 기관의 하나이다. 수정된 씨방이 발달해서 생긴 것으로, 씨방만으로 생긴 열매를 진과(참열매), 꽃받침 등과 함께 발달한 열매를 위과(헛열매)라 부른다. 열매는 속씨식물이 수정한 후, 씨방 또는 그 주변의 기관이 자라 이루어진다. 이와 같이 씨를 싸는 부분을 과피라고 하는데, 과피는 씨방에서 유래되며 씨는 밑씨에서 유래된다.

## 참열매·헛열매
참열매는 매실·복숭아·오이·호박·가지 ·토마토·감·포도 등처럼 씨방이 발달하여 열매가 되는데, 헛열매는 씨방 이외의 기관이 발달하여 이루어진 열매를 말한다. 예를 들어, 사과·배·딸기 등은 꽃받기, 석류는 암꽃의 꽃받침이 발달한 것이다.

## 홑열매·겹열매
홑열매(단화과)는 단과라고도 하는데, 한 꽃의 1개 씨방에서 생긴 열매로 가장 흔히 볼 수 있는 열매의 형태이다. 과피의 성질에 따라 '건조과(건과)'와 '액과'로 구분된다. 건조과는 성숙 후, 과피가 목질·혁질(革質) 또는 피질(皮質)이 되는 열매이다. 이것은 과피가 성숙한 후에 열개(裂開)하는가, 하지 않는가에 따라 폐과와 열개과로 구분된다. 겹열매(복화과, 다화과)는 여러 개의 꽃이 꽃차례를 이룬 채 성숙하여 한 개의 열매처럼 생긴 것으로 오디, 무화과 등이 있다.

### 홑열매

#### 건과

##### 폐과
과피가 열개하지 않는 열매이다.

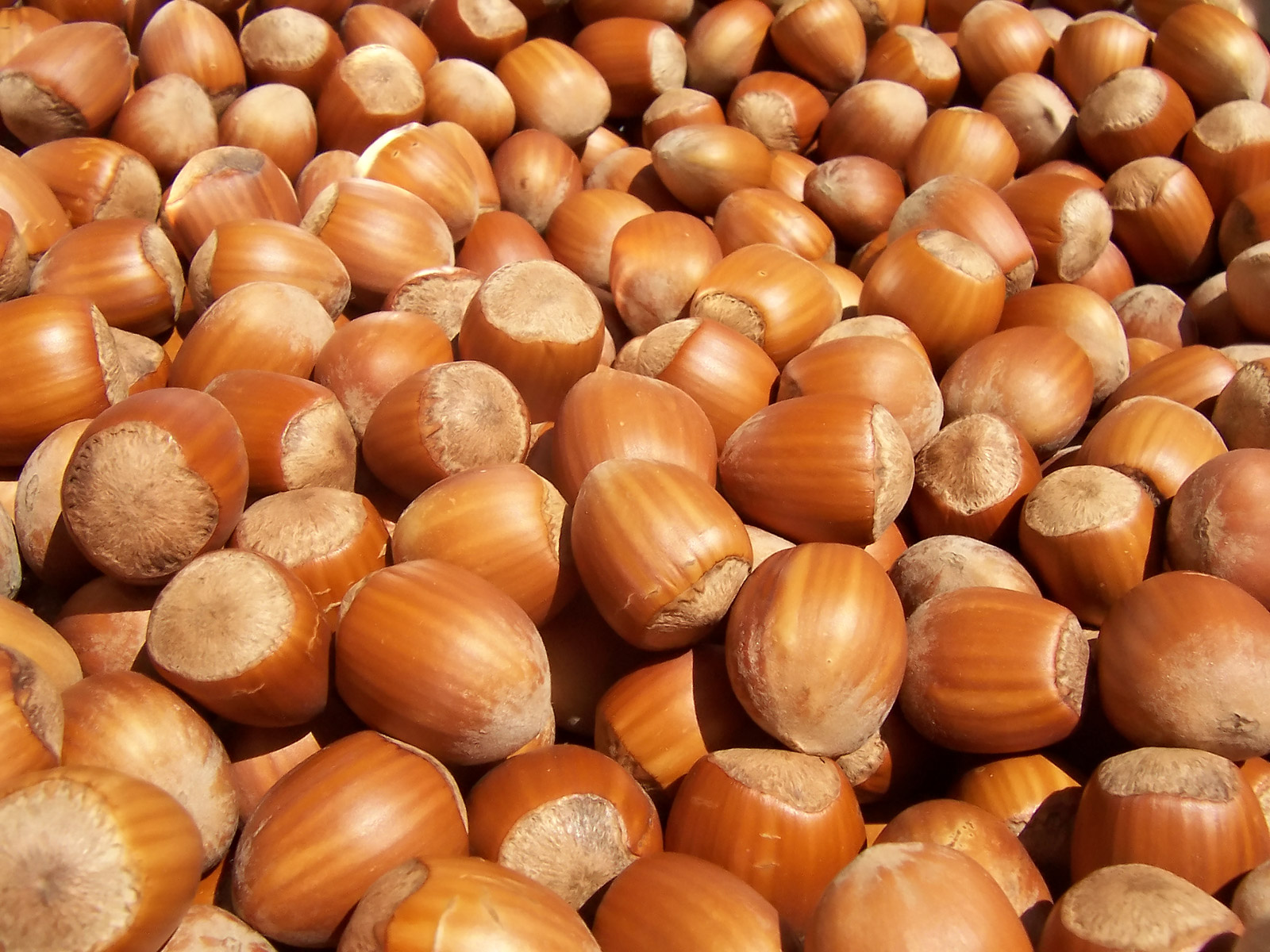
서양개암나무(Corylus avellana)의 열매인 개암

- 견과-각두과(殼斗科)라고도 한다. 과피가 목질 또는 혁질로 그 속에 1개의 씨가 있는데, 여기서는 일반적으로 과피를 씨껍질(종피, 種皮)이라 부른다. 떡갈나무·졸참나무류의 열매 및 밤 등이 이에 속한다.
- 여윈열매, 수과(瘦果)―과피는 얇은 막질로 익으면 건조해지며 보통 하나의 방 속에는 1개의 씨가 들어 있는데, 각 방의 크기가 작기 때문에 언뜻 보면 씨로 착각하기 쉽다. 씨방 하위인 꽃에서 볼 수 있으며 꽃받침 또는 꽃대가 열매의 일부를 구성한다. 폴리고나리과(科)·명아주과·국화과 등에서 볼 수 있다.
- 영과(穎果)―과피는 얇은 목질이거나 피질이며 씨껍질과 꼭 붙어 있어, 언뜻 보면 열매가 씨처럼 보인다. 벼과의 열매(현미)가 이에 속한다.
- 시과(翅果)―'익과(翼果)'라고도 한다. 견과의 일종으로, 과피의 한쪽 끝이 자라 날개 모양으로 되어 있다. 단풍나무과·느릅나무과·자작나무과에서 볼 수 있다.

##### 열개과

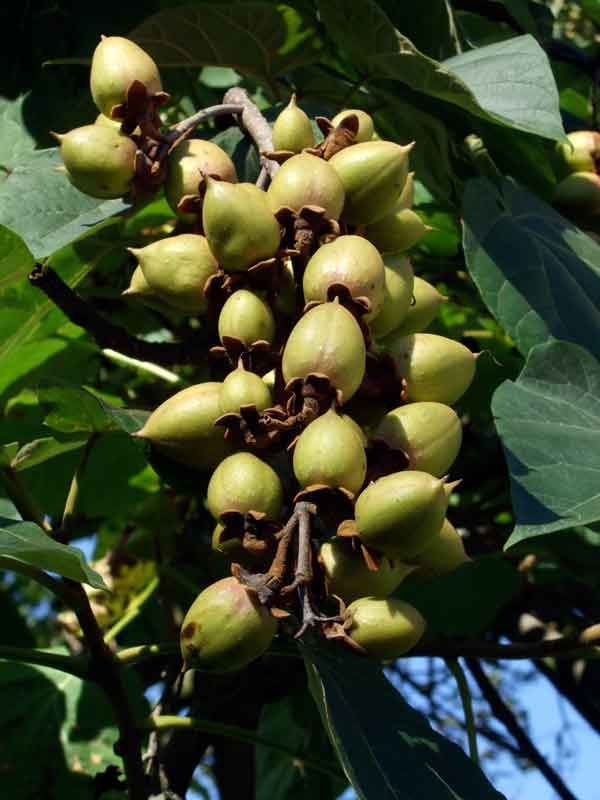
삭과, 참오동나무의 열매

'개과' 또는 '개 열과'라고도 한다. 익으면 과피가 저절로 벌어진다. 과피가 벌어지는 형에 따라 다음과 같이 분류된다.
- 골돌과―'대과(袋果)'라고도 한다. 여러 개의 심피(씨방)를 가진 꽃(분립 씨방)에 만들어지는 열매로, 각 심피의 봉합선에 따라 벌어지게 된다. 목련과, 미나리아재비과 등 심피가 많은 종류에서 볼 수 있다.

- 꼬투리열매, 협과(莢果)―1심피성 씨방으로부터 만들어지며, 익어서 건조하면 봉선을 따라 벌어져 2조각이 된다. 콩과의 열매가 이에 속한다.

- 장각과(長角果)―'장각'이라고도 한다. 2심피성 씨방이 익어서 된 가늘고 긴 열매로, 익으면 아래쪽에서부터 2조각으로 벌어지며, 벌어질 때는 가운데에 격벽을 남긴다. 그 예로 평지의 열매를 들 수 있다.

- 단각과(短角果)―'단각'이라고도 한다. 장각과와 마찬가지로 겨자과에서 볼 수 있으며, 2심피성 씨방에서 생긴 열매로 편평하고 길이가 짧은 것을 말한다. 냉이의 열매가 이에 속한다.

- 씨열매, 삭과―2개 이상의 심피로 이루어진 씨방이 성숙하여 된 열매로, 많은 방으로 되어 있다. 익으면 심피와 같은 수의 열편(裂片)으로 벌어져 씨가 나온다. 백합·붓꽃·제비·봉선화에서 볼 수 있다.

- 개과(蓋果)―삭과의 하나로, 익으면 열매가 가로로 벌어져 위쪽이 뚜껑같이 되고 아래쪽은 주발 모양으로 남는다. 채송화· 질경이·비름속(屬)·쇠비름·뚜껑별꽃·사리풀 등에서 볼 수 있다.

- 공개삭과―'공과' 또는 '공삭'이라고도 한다. 삭과의 하나로 열매의 끝에 1개 또는 여러 개로 벌어진 구멍이 있어, 그 곳으로부터 씨가 나온다. 금어초·양귀비의 열매가 이에 속한다.

- 분리과(分離果)―'분열과'라고도 한다. 다심피성의 씨방이 성숙한 후에 중축을 남기고 분리한 각 방이 각각 작은 열매가 되는 열매이다. 이때의 작은열매를 '분과'라고 하는데, 각각 1개의 심피로 이루어져 있다. 미나리과, 차조기과, 아욱과 등의 열매에서 볼 수 있다.

#### 핵과

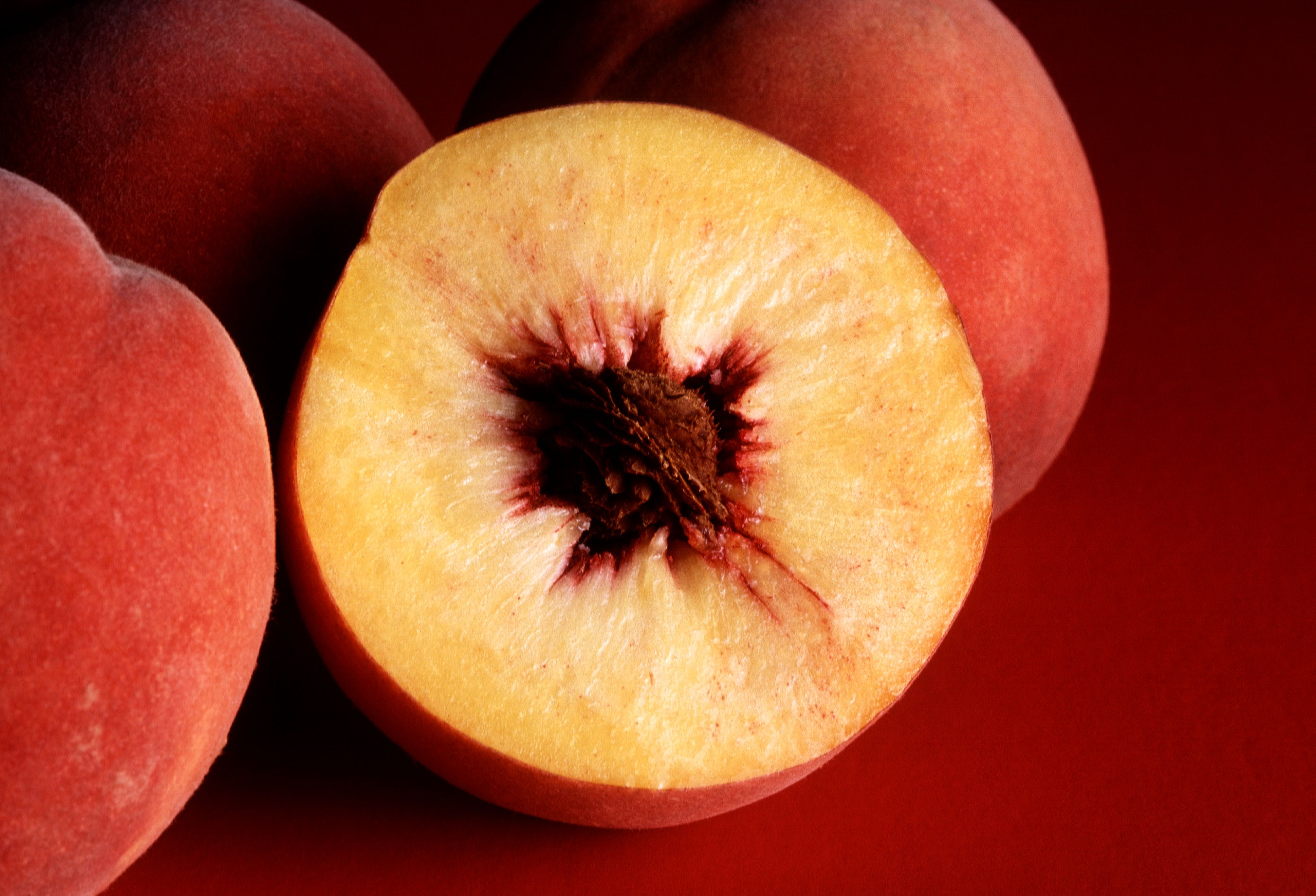
핵과 중에서 1심피성 씨방의 복숭아

'장과' 또는 '육과(肉果)'라고도 한다. 과피는 3층으로 되어 있으며, 중과피나 내과피가 다소 두꺼운 육질이므로 수분이 많고 부드러우며 익어도 벌어지지 않는다.
- 핵과―외과피는 피질, 중과피는 수분이 많은 다육질이며, 내과피는 매우 단단한 목질이다. 핵과 중에서 1심피성의 씨방으로 되어 있는 예가 매실·복숭아·살구·앵두 등이며, 여러 개의 심피로 이루어진 다수의 핵을 가진 것들은 다정큼나무·산사나무 등의 열매이다.

- 액과(협의)―액과의 좁은 의미로 사용하고 있다. 중과피, 내과피 모두 수분이 많은 다육질이며, 단단한 씨를 가진다. 포도·토마토가 그 예이다.

- 호과(瓠果)―외과피가 다소 부드럽고 중과피, 내과피는 수분이 많은 두꺼운 다육질이다. 수박·참외·오이 등이 그 예이다.

- 이과(梨果)―씨방 이외에 꽃턱이나 꽃받침의 밑부분이 다육질로 되어 씨방을 덮어 이루어진 열매로, 헛열매의 한 형이기도 하다. 배가 이에 속한다.

### 겹열매

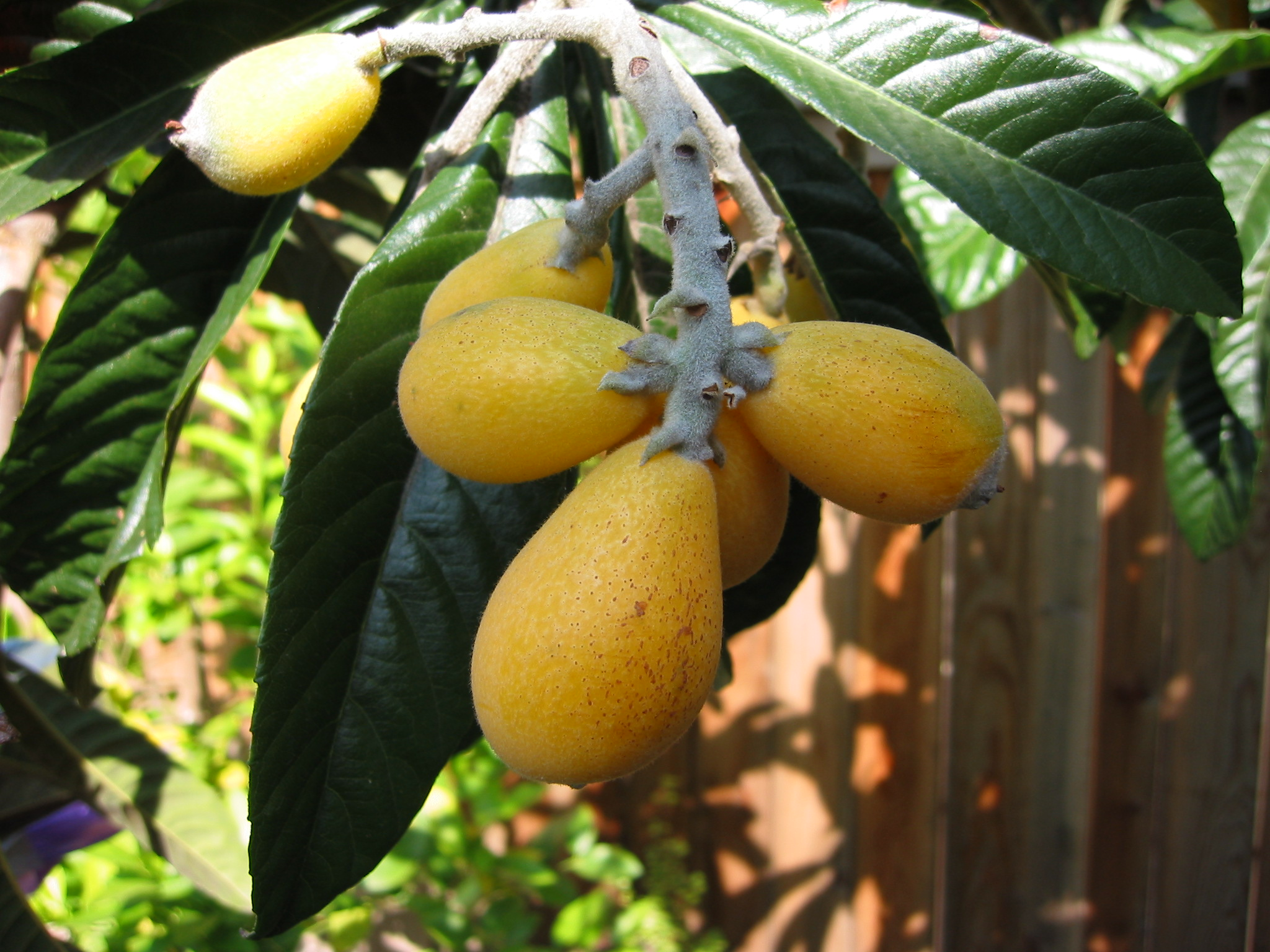
비파나무 열매

'복과' 또는 '다화과'라고도 하며, 수상 화서가 밀집한 꽃의 씨방이 성숙하여 전체가 하나의 열매처럼 된 것을 이른다.
- 장미과

헛열매의 한 형이다. 종지 모양으로 비대한 꽃턱의 바닥에 다수의 건조과가 생긴다. 언뜻 보아 과피처럼 보이는 부분은 꽃받침이 발달한 것이며, 내부 건조과의 외피가 씨방에서 유래된 참과피이다. 장미·비파나무 등에서 볼 수 있다.
- 딸기 모양 열매

1개의 꽃에 생긴 다수의 심피가 익어서 된 복화과의 하나로, 꽃턱이 머리 모양으로 비대해져 열매처럼 된다. 참열매는 그 위에 묻혀 있다. 딸기 등이 이에 속한다.
- 나무딸기 모양 열매

1개의 꽃에 밀생한 다수의 심피가 성숙하여 된 것으로, 마치 여러 개의 작은 액과가 모여 한 열매를 이룬 것처럼 보인다. 멍석딸기·산딸기 등이 이에 속한다.
- 상실과(桑實果)

'육질 집합과'라고도 한다. 많은 꽃이 밀생한 꽃차례가 성숙하여 마치 한 열매 같이 보이는 수분이 많은 육질의 열매이다. 뽕나무 열매인 오디, 파인애플이 그 예이다.
- 은화과(隱花果)

'무화과'라고도 한다. 씨방이 큰 꽃턱 속에 형성되어 살이 많다. 무화과나무·천선과나무에서 볼 수 있다.

## 구과
겉씨식물인 침엽수류의 구화(毬花)가 수정하여 익은 것을 구과(毬果)라고 한다. 구화의 종린(種鱗)은 대포자엽, 즉 심피라고 할 수 있으므로, 그것이 익은 구과를 복화과라고 할 수 있을 것이다. 또한, 심피 외에 포린(包鱗)도 포함되어 있으므로 헛열매로 소나무 등이 이에 속한다.겉씨식물의 꽃은 씨방이 없으므로 당연히 참열매는 없다. 일반적으로 대부분의 씨는 노출되어 있으나, 특이한 예로 주목과의 식물에서는 씨가 다육·다즙질의 씨껍질로 싸여 액과 모양으로 된 헛열매를 만든다.

## 같이 보기
- 유실수
- 과식주의

## 참고 자료
- 이 문서에는 다음커뮤니케이션(현 카카오)에서 GFDL 또는 CC-SA 라이선스로 배포한 글로벌 세계대백과사전의 내용을 기초로 작성된 글이 포함되어 있습니다.